# Tatort: Bienzle und der Tod im Weinberg
Bienzle und der Tod im Weinberg ist eine Folge der Krimireihe Tatort. Die Erstausstrahlung des vom Südwestrundfunk unter der Regie von Jochen Nitsch produzierten Beitrags fand am 1. Oktober 2006 im Ersten Deutschen Fernsehen statt. Es handelt sich um die 641. Episode der Filmreihe sowie die dreiundzwanzigste mit dem Stuttgarter Kommissar Ernst Bienzle.

## Handlung
Mike Dippon, der, nach seinem Verständnis zusammen mit seinem Bruder Karl, das Weingut seiner gerade verstorbenen Mutter geerbt hat, stürzt auf ungeklärte Weise über ein Geländer in die Tiefe. Die Kommissare Bienzle und Gächter werden gerufen, um herauszufinden, ob ein Tötungsdelikt vorliegt, oder nur ein bedauerlicher Unfall. Nach Untersuchung des Kriminaltechnikers scheidet ein Unfall jedoch schnell aus. Bei der Befragung der möglichen Verdächtigen gerät ein Ralf Schaufler ins Visier der Ermittler. Der Firmeninhaber hat seit längerem, sowohl privat als auch geschäftlich, einen Disput mit seinem Nachbarn. Durch den „Ausfall“ seines Widersachers kann er auf einen neuen Vertrag als Zulieferer bei der Firma, in der Dippon gearbeitet hatte, hoffen. Doch auch dessen Nachfolger, Stefan Butz, will Schaufler keinen Vertrag geben. Das bedeutet seinen Ruin und aus Verzweiflung will er Butz auflauern, doch ehe er ihm etwas antun kann, wird Butz von einem Unbekannten erschossen. Aus einer Daten-CD, die der Kriminaltechniker bei dem Opfer fand, geht hervor, dass Mike Dippon seinen Chef Haubrich erpresst hatte, was nun sehr wahrscheinlich sein Nachfolger weiterführen wollte. Bienzle spricht Haubrich an und dieser gibt daraufhin zu, Butz erschossen zu haben. Mit dem Tod von Mike Dippon habe er jedoch nichts zu tun. Bienzle und Gächter waren die ganze Zeit der Meinung, dass die Mord-Motive einzig und allein mit Dippons Arbeit zu tun hatten. Inzwischen findet Bienzle jedoch heraus, dass Karl Dippon am meisten vom Tod seines Bruders profitiert. Er ist zwar der Alleinerbe, da ihm die Mutter das Weingut bereits überschrieben hatte, aber sein Bruder hatte das nicht akzeptiert. Er hatte gefordert, dass Karl ihn auszahlt. Da er das jedoch nicht konnte, ohne einen Weinberg zu verkaufen, der die Grundlage der Existenz ihres alten Familienbetriebs ist, waren beide so in Streit geraten, dass Mike Dippon in seiner Rage über das Geländer gestürzt war.

## Hintergrund
Die Dreharbeiten zu Bienzle und der Tod im Weinberg erfolgten vom 7. September bis zum 7. Oktober 2004 in Stuttgart, Obertürkheim, Untertürkheim, Karlsruhe, Baden-Baden und im Elsass.

## Rezeption

### Einschaltquoten
Bei der Erstausstrahlung am 1. Oktober 2006 haben 5,67 Millionen Zuschauer die Sendung verfolgt, was einen Marktanteil von 16,4 Prozent entsprach. Damit hatte dieser Bienzletatort die geringste Einschaltquote aller 25 Fälle.

### Kritik
Die Kritiker der Fernsehzeitschrift TV Spielfilm halten diesen Tatort zwar für „gemächlich, dafür recht lebensnah“. „Der schwäbische Columbo lässt's arg ruhig angehen, dafür entschädigen Darsteller, die mitten aus dem Leben gecastet scheinen.“

## Auszeichnungen
Bienzle und der Tod im Weinberg erhielt bei der Romyverleihung 2007 die Goldene Romy für das Beste Drehbuch.